# ريتشارد جيفرسون
ريتشارد جيفرسون (بالإنجليزية: Richard Jefferson)‏ مواليد 21 يونيو 1980، هو لاعب كرة سلة أمريكي يلعب مع فريق دالاس مافيريكس في الرابطة الوطنية لكرة السلة ويحمل الرقم 24. يبلغ طوله 6 قدم 7 بوصة (2.0 م).

## فرق لعب لها
- بروكلين نتس
- ميلووكي باكز
- سان أنطونيو سبرز

## الميداليات
| الميدالية | المسابقة                             |
| --------- | ------------------------------------ |
| برونزية   | الألعاب الأولمبية الصيفية 2004       |
| ذهبية     | بطولة أمم الأمريكتين لكرة السلة 2003 |

## روابط خارجية
- ريتشارد جيفرسون على موقع الاتحاد الدولي لكرة السلة (الإنجليزية)
- ريتشارد جيفرسون على موقع إن بي أي (الإنجليزية)
- ريتشارد جيفرسون على موقع سبورتس رفرنس (الإنجليزية)
- ريتشارد جيفرسون على موقع كرة السلة الأوروبية.كوم (الإنجليزية)
- ريتشارد جيفرسون على موقع إي إس بي إن.كوم (الإنجليزية)
- ريتشارد جيفرسون على موقع كلية كرة السلة في سبورتس رفرنس.كوم (الإنجليزية)
- ريتشارد جيفرسون على موقع ريلجم (الإنجليزية)
- ريتشارد جيفرسون على موقع بروبوليرز (الإنجليزية)
- ريتشارد جيفرسون على موقع سبورتس رفرنس (الإنجليزية)
- ريتشارد جيفرسون على موقع أوليمبيديا (الإنجليزية)